# Babylon
Babylon是一款词典软件。目前最新的版本是9.0.0。用户可在需要查询的词上单击鼠标中键，Babylon就会弹出一个窗口显示结果。Babylon有一个用于pdf文件的插件，支援在pdf文件中的取词。词典分为两类，一类是免费的，但是释义较简单，另一类是收费的，通常是比较有名的词典的在线版本。收费词典价格较高，大约每部要几十美元。
Babylon可以使用官方提供的Babylon Builder软件制作自己的词典。
除了单词之外，Babylon也提供全文翻译的功能。也可以换算不同的货币或者长度单位等。
Babylon提供一个静态的wiki词典，其更新的频率大约为几个月一次。在查询结果窗口中会显示每个条目的引言部分，并提供到全文的链接。在封锁了wiki的地区的用户可以通过Babylon有限的访问wiki的资源。
为扩大全球市场份额，进军中国内地的词典翻译软件市场，2008年6月，Babylon发布了免费的精简版来吸引简体中文用户的注意力。但由于简体中文的词典软件市场早已密布了诸如谷歌金山词霸、灵格斯翻译家、星际译王等免费软件，因此这个功能简陋的精简版尚未能引起市场应有的关注。

## 資料來源
1. ↑  .   [2008-07-06]. （原始内容存档于2008-06-28）.
2. ↑  .   [2008-07-06]. （原始内容存档于2019-02-15）.